# Klas Westholm
Klas Fredrik Westholm, född 13 februari 1973 i Hedemora, är en svensk företagsledare och IT-entreprenör. Westholm har bland annat varit VD på internetföretaget Bahnhof.  (publ), konsult åt EQT samt bland annat arbetat med Mergers and Acquisitions på IP Only (GlobalConnect). 2018 grundade Klas Westholm IoT-och kommunikationsbolaget TH1NG (publ) där han även är VD och en av ägarna.